# راؤول غارسيا
راؤول غارسيا اسكوديرو (بالإسبانية: Raúl García Escudero) (من مواليد 11 يوليو 1986) لاعب خطّ وسط إسباني سابق كان يلعب مع أندية أوساسونا وأتلتيكو مدريد وأتلتيك بيلباو في الدوري الإسباني ومنتخب إسبانيا لكرة القدم.
النجم الصاعد وقّع عقدًا لمدة خمس سنوات مع أتلتيكو مدريد قادمًا من نادي أوساسونا في موسم 2007/08 ضمن صفقة انتقال كبيرة بلغت 13 مليون يورو. وقدم أداء جيد مع الفريق في أول موسمين له علماً بأن يحمل الرقم 8. ثم انتقل في فترة الانتقالات 2015 إلى أتلتيك بيلباو قادما من أتلتيكو مدريد بعقد يمتد لأربع سنوات.

## الإنجازات

### النادي
أتلتيكو مدريد
- الدوري الإسباني (1): 2013–14[3]
- كأس ملك إسبانيا (1): 2013؛ الوصيف: 2010
- كأس السوبر الإسباني (1): 2014؛ الوصيف: 2013
- الدوري الأوروبي (1): 2010[4]
- كأس السوبر الأوروبي (2): 2010، 2012[5]
- دوري أبطال أوروبا الوصيف: 2014[6]

 أتلتيك بيلباو
- كأس السوبر الإسباني (1): 2020–21
- كأس ملك إسبانيا (1): 2024

## روابط خارجية
- راؤول غارسيا على موقع الاتحاد الأوربي (الإنجليزية)
- راؤول غارسيا على موقع قاعدة بيانات كرة القدم.إي يو (الإنجليزية)
- راؤول غارسيا على موقع ليكيب (الفرنسية)
- راؤول غارسيا على موقع ناشيونال فوتبول تيمز (الإنجليزية)
- راؤول غارسيا على موقع Soccerbase.com (لاعب) (الإنجليزية)
- راؤول غارسيا على موقع Soccerway.com (الإنجليزية)
- راؤول غارسيا على موقع عالم كرة القدم.نت (الإنجليزية)
- راؤول غارسيا على موقع كووورة
- راؤول غارسيا على موقع AS.com (الإسبانية)